# مايك ريتشاردز (منتج تلفزيوني)
مايك ريتشاردز (بالإنجليزية: Mike Richards)‏ هو منتج تلفزيوني أمريكي، ولد في 5 يوليو 1975 في بربانك في الولايات المتحدة.